# Olho mágico

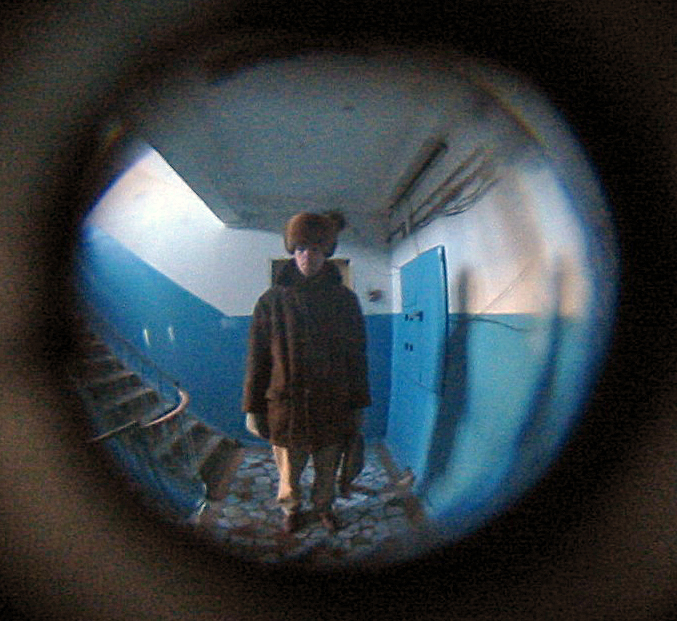
Visão interna através um olho mágico

Um olho mágico é uma pequena abertura redonda através de uma porta na qual uma pessoa no interior de uma edificação pode espiar para ver diretamente do lado de fora da porta. As lentes são feitas e dispostas de tal forma que a visão só é possível em uma direção. A abertura normalmente não é maior que o diâmetro de uma moeda 18 mm (0,7 in).
Em uma porta, geralmente para apartamentos ou quartos de hotel, um olho mágico permite ver o lado de fora sem abrir a porta. Os olhos mágicos de vidro são frequentemente equipados com uma lente olho de peixe para permitir um campo de visão mais amplo do interior.

## Impedindo a visibilidade interna
Olhos mágicos simples podem permitir que as pessoas de fora vejam o interior. Uma lente olho de peixe oferece pouca visibilidade interna para quem está do lado de fora, mas isso pode ser contornado usando um reversor de olho mágico. Alguns olhos mágicos têm uma proteção interna que precisa ser levantada para olhar para fora. Os olhos mágicos digitais têm uma câmara no exterior e um ecrã LCD no interior, sem qualquer informação que vá do interior para o exterior.